# Troisdorf
Troisdorf (IPA: [ˈtroːsdɔrf]) è una città di 75 222 abitanti della Renania Settentrionale-Vestfalia, in Germania.
È il centro maggiore, ma non il capoluogo, del circondario del Reno-Sieg.
Troisdorf possiede lo status di "Grande città di circondario" (Große kreisangehörige Stadt).

## Geografia antropica

### Suddivisioni amministrative
La città si divide in 12 quartieri (Stadtteil):
- Altenrath
- Bergheim
- Eschmar
- Friedrich-Wilhelms-Hütte
- Kriegsdorf
- Troisdorf-Mitte
- Müllekoven
- Oberlar
- Rotter See
- Sieglar
- Spich
- Troisdorf-West

## Infrastrutture e trasporti
Troisdorf è servita dalle linee S 12 e S 13 della S-Bahn di Colonia.

## Amministrazione

### Gemellaggi
Troisdorf è gemellata con:
- Évry, dal 1972
- Genk, dal 1990
- Heidenau (Sassonia), dal 1990
- Redcar, dal 1990
- Corfù, dal 1996
- Özdere, dal 2004

Troisdorf intrattiene un rapporto di cooperazione (Kooperationsvereinbarung) con:
- Nantong, dal 1997

Troisdorf intrattiene un rapporto di patronato (Patenschaft) con:
- Mushtisht, dal 2001[senza fonte]